# Mattheus van Helmont
Mattheus van Helmont, noto anche come Mattheus van Hellemont e Matthieu Van Helmont, (Anversa, 1623 – Bruxelles, 1679 circa), è stato un pittore fiammingo.

## Biografia
Operò per gran parte della sua vita ad Anversa. Nel 1649 sposò Margaretha Verstockt, con la quale ebbe quattro figli, due dei quali divennero pittori. Nel 1674 l'artista si trasferì a Bruxelles. Trassero influenze dal suo stile pittorico: Adriaen Brouwer, David Ryckaert III e David Teniers il Giovane. Egli fu inoltre collaboratore di Jacques d'Arthois.